# Royal Hobart Hospital
Royal Hobart Hospital (skrót RHH) – szpital publiczny położony w centralnej części Hobart, działa również jak szpital kliniczny we współpracy z Uniwersytetem Tasmańskim. Zarządzany przez rząd stanowy. Został założony w 1804 jako drugi szpital w Australii po Sydney Hospital.